# Liste von Gewerkschaften in Österreich

## Gewerkschaften im ÖGB
Die 7 Teilgewerkschaften des Österreichischen Gewerkschaftsbundes (ÖGB) sind:
- Gewerkschaft Bau-Holz (GBH)
- Younion (seit 2015 – früher GDG-KMSfB)
- Gewerkschaft öffentlicher Dienst (GÖD)
- Gewerkschaft der Post- und Fernmeldebediensteten (GPF)
- Gewerkschaft PRO-GE (Produktionsgewerkschaft)
- Gewerkschaft GPA (GPA)
- Gewerkschaft vida (Verkehrs- und Dienstleistungsgewerkschaft)

Jüngere Umstrukturierungen:
- Die Gewerkschaften Metall-Textil (GMT) und Agrar-Nahrung-Genuss (GANG) fusionierten am 9. Mai 2006 zur neuen Gewerkschaft Metall-Textil-Nahrung
- Die Gewerkschaften der Eisenbahner (GdE), Handel, Transport, Verkehr (HTV) und Hotel, Gastgewerbe, Persönlicher Dienst (HGPD) verkündeten am 13. April 2006 auf einer gemeinsamen Pressekonferenz die Gründung einer gemeinsamen Verkehrs- und Dienstleistungsgewerkschaft; vida vertritt etwa 150.000 Mitglieder[2]
- Die Gewerkschaften der Privatangestellten (GPA) und  Druck, Journalismus, Papier (DJP) schlossen sich 2007 zur GPA-DJP zusammen; diese war seinerzeit und ist nach wie vor die stärkste Teilgewerkschaft. Im November 2020 änderte die GPA-djp ihren Namen in Gewerkschaft GPA.[3]
- Mit Juni 2009 schlossen sich die Gewerkschaft der Gemeindebediensteten (GdG) mit der für Kunst, Medien, Sport, freie Berufe (KMSfB) zur GdG-KMSfB zusammen; diese vertritt damit über 150.000 Mitglieder in den Sektoren Dienst-, Besoldungs- und auch Pensionsrecht
- Im Herbst desselben Jahres vereinigten sich die 2006 gegründete Gewerkschaft Metall-Textil-Nahrung (GMTN) und die Gewerkschaft der Chemiearbeiter (GdC) zur Gewerkschaft PRO-GE.
- infra – Die Allianz der Infrastrukturgewerkschaften (GdG, KMSfB, GBH, GPF, HGPD, HTV und GdE) der frühen 2000er[4] hat durch die Umstrukturierungen 2007–2009 weitgehend an Bedeutung verloren

## Unabhängige sowie Basisgewerkschaften
Außerhalb des ÖGB gibt es noch einige Unabhängige beziehungsweise Basisgewerkschaften. Dies ist in Österreich sehr unüblich, in den letzten 25 Jahren haben sich jedoch vermehrt dauerhafte Gewerkschaften etabliert. Einige davon sind:
- Aktive Arbeitslose
- Asklepios Gewerkschaft für angestellte Ärztinnen und Ärzte in Österreich
- Industrial Workers of the World Österreich (IWW), die "Wobblies" in Österreich
- Unabhängige Bildungsgewerkschaft (dieubg)
- Wiener ArbeiterInnen-Syndikat (WAS-IAA), föderiert in der Internationalen ArbeiterInnen-Assoziation